# Ллойд, Джон (игрок в поло)
Джон Хардресс Ллойд (англ. John Hardress Lloyd; 14 августа 1874 — 28 февраля 1952) — британский игрок в поло и военный, серебряный призёр летних Олимпийских игр 1908.
На Играх 1908 Ллойд входил в сборную Ирландии, которая, проиграв в единственном матче, заняла второе место и выиграла серебряные медали.
Ллойд имел звание бригадира и принимал участие в нескольких войнах с участием Великобритании.